# Liste der Bodendenkmale auf Fehmarn
In der Liste der Bodendenkmale auf Fehmarn sind die Bodendenkmale der Gemeinde Fehmarn nach dem Stand der Bodendenkmalliste des Archäologischen Landesamts Schleswig-Holstein von 2016 aufgelistet. Die Baudenkmale sind in der Liste der Kulturdenkmale auf Fehmarn aufgeführt.
| Denkmal-ID           | Befundart               | Bezeichnung              | Zeitstellung | Lage | Bemerkungen | Bild |
| -------------------- | ----------------------- | ------------------------ | ------------ | ---- | ----------- | ---- |
| aKD-ALSH-Nr. 001 939 | Versammlungsplatz       | Versammlungsplatz        | Mittelalter  |      | Thingplatz  |      |
| aKD-ALSH-Nr. 001 940 | Grabmal > Langbett      | Langbett/Steinreihe      | Neolithikum  |      |             |      |
| aKD-ALSH-Nr. 001 941 | Grabmal > Langbett      | Langbett/Steinreihe      | Neolithikum  |      |             |      |
| aKD-ALSH-Nr. 001 942 | Grabmal > Großsteingrab | Steinkammer              | Neolithikum  |      |             |      |
| aKD-ALSH-Nr. 001 943 | Grabmal > Großsteingrab | Steinkammer              | Neolithikum  |      |             |      |
| aKD-ALSH-Nr. 001 944 | Grabmal > Großsteingrab | Steinkammer              | Neolithikum  |      |             |      |
| aKD-ALSH-Nr. 001 945 | Grabmal > Großsteingrab | Steinkammer              | Neolithikum  |      |             |      |
| aKD-ALSH-Nr. 002 102 | Grabmal > Großsteingrab | Steinkammer              | Neolithikum  |      |             |      |
| aKD-ALSH-Nr. 002 391 | Grabmal > Großsteingrab | Steinkammer „Galgenberg“ | Neolithikum  |      |             |      |